# Marjory Collins
Marjory Collins (1912–1985) fue una fotoperiodista estadounidense. Se destaca especialmente por su cobertura del frente de casa, o frente interior, durante la Segunda Guerra Mundial.

## Vida personal
Marjory Collins nació el 15 de marzo de 1912 en la ciudad de Nueva York, y era hija de Elizabeth Everts Paine y del escritor Frederick Lewis Collins. Creció en las cercanías de Scarsdale, condado de Westchester. Falleció en 1985 a los 73 años de edad.

## Educación
Estudió en Sweet Briar College y en la Universidad de Múnich. En 1935, Collins se trasladó a Greenwich VIllage, y durante los siguientes cinco años estudió fotografía informalmente con Ralph Steiner y asistió a actividades de la Photo League. En la década de 1980 se trasladó a San Francisco donde  obtuvo un M.A. en Estudios Americanos en Antioch College West.

## Carrera
Su trabajo como fotógrafa documental estuvo encargado y controlado por importantes agencias. A raíz de una contribución para U.S. Camera and Travel sobre Hoboken, New Jersey,  fue invitada a trabajar para el Foreign Service de la Oficina de Información de Guerra de Estados Unidos. Completó unos 50 encargos de historias sobre el modo de vida americano y el apoyo al esfuerzo de guerra. En línea con el nuevo énfasis en el multiculturalismo, contribuyó a la cobertura fotográfica de los afroestadounidenses así como de los ciudadanos de origen checo, alemán, italiano y judío.
En 1944 Collins trabajó como independiente para una compañía de construcción en Alaska antes de viajar a África y Europa por encargos gubernamentales y comerciales. Posteriormente trabajó principalmente como editora y escritora, cubriendo derechos civiles, la Guerra de Vietnam y los movimientos de las mujeres. En la década de 1960 editó la American Journal of Public Health.  Collins fue muy activa políticamente;  feminista, fundó la revista Prime Time (1971–76) "para la liberación de las mujeres en la flor de la vida."  En 1977 Collins se convirtió en asociada del Women's Institute for Freedom of the Press.

## Galería

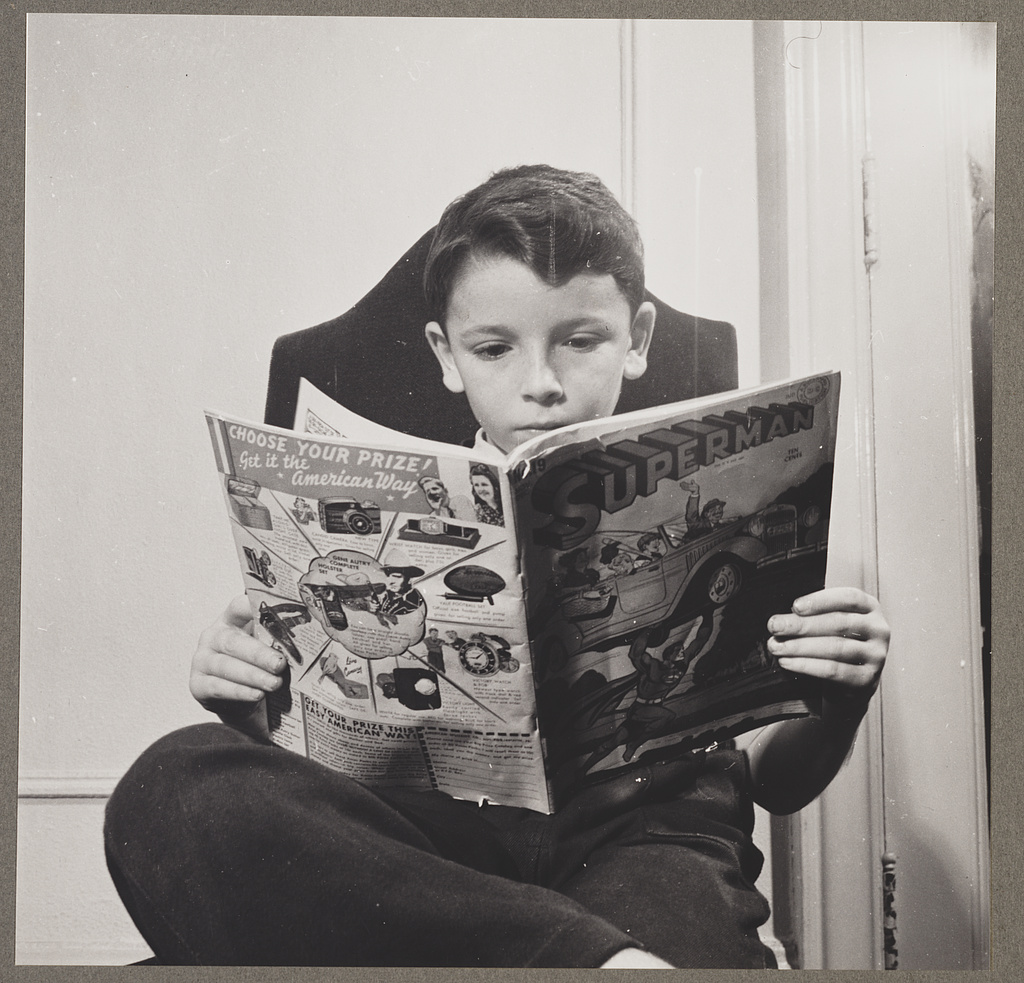
Nueva York, N.Y.  Colonia de los niños, niño alemán refugiado, leyendo un cómic de Superman
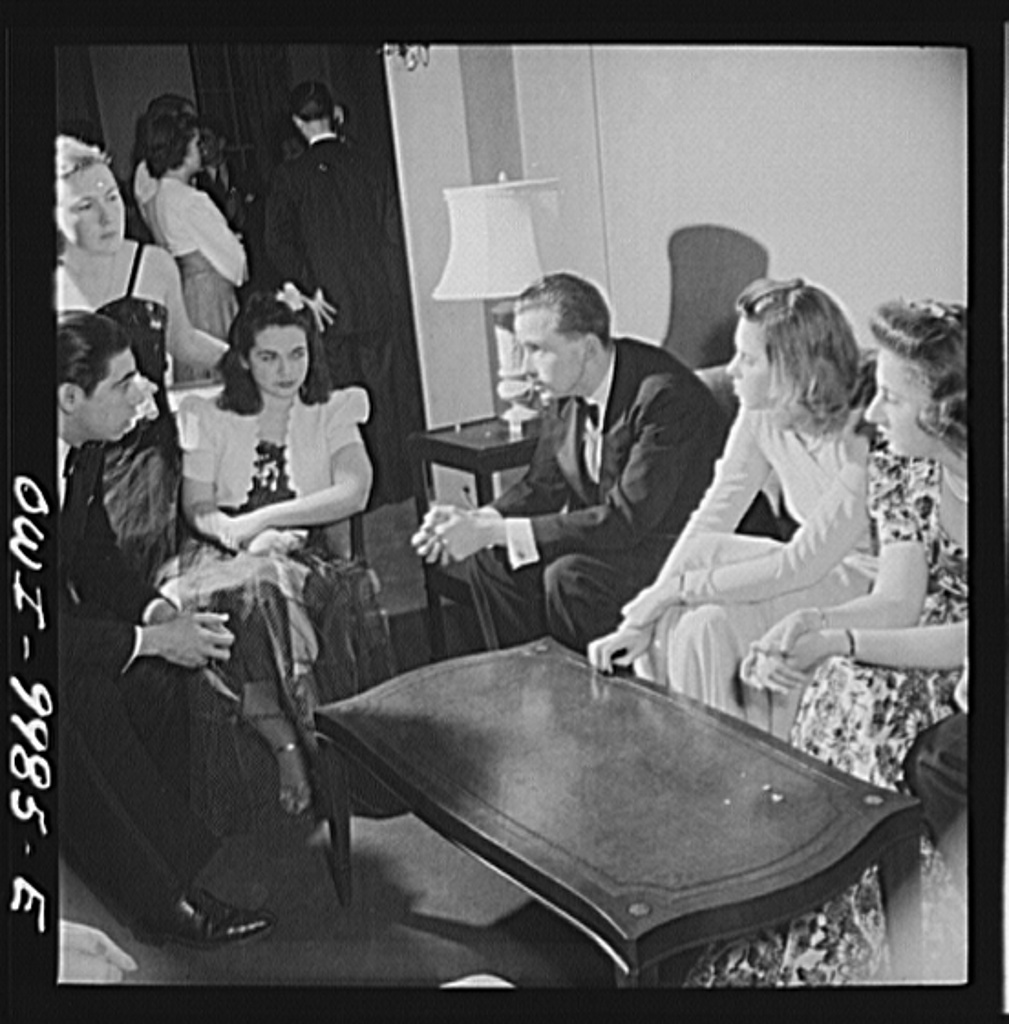
200 estudiantes de instituto, escogidos por su capacidad intelectual, visitando Washington durante una semana
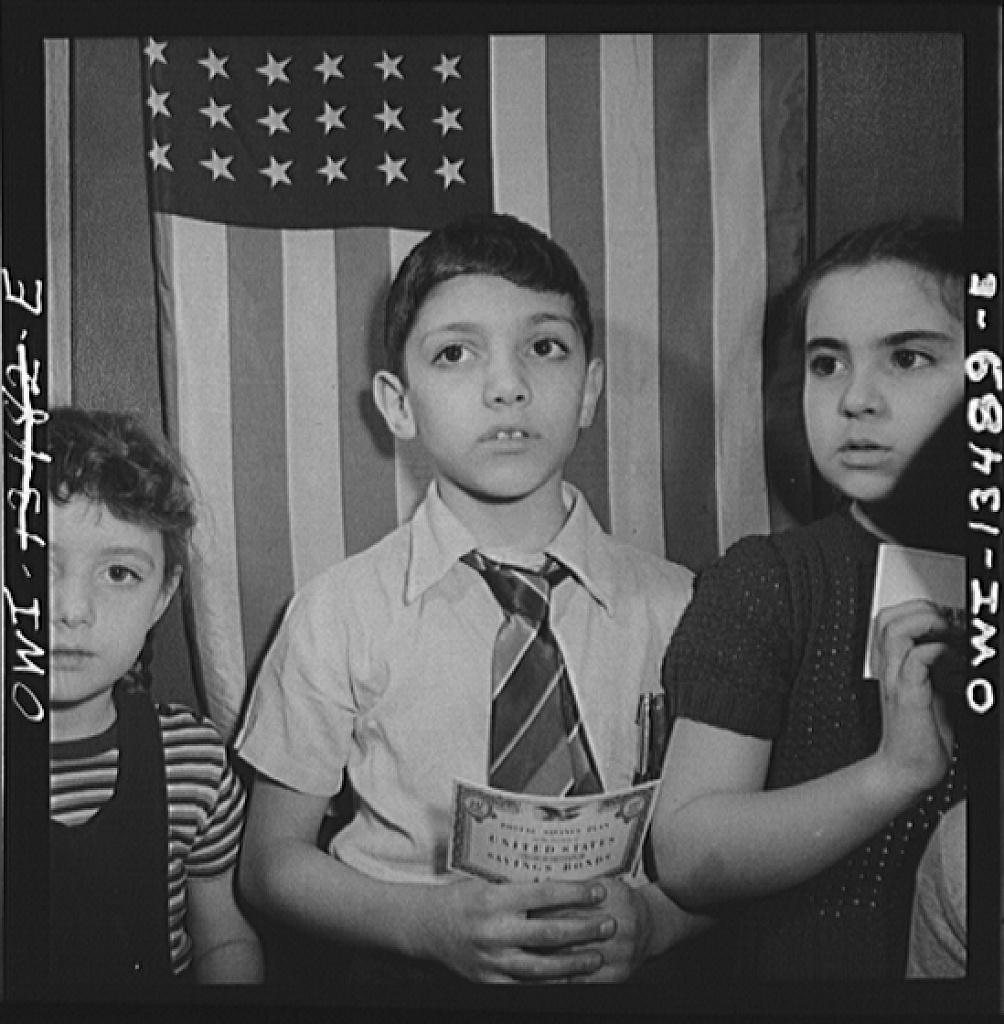
Niños esperando para comprar bonos de defensa a las madres que voluntariamente vigilaban las puertas y otros servicios en una escuela pública
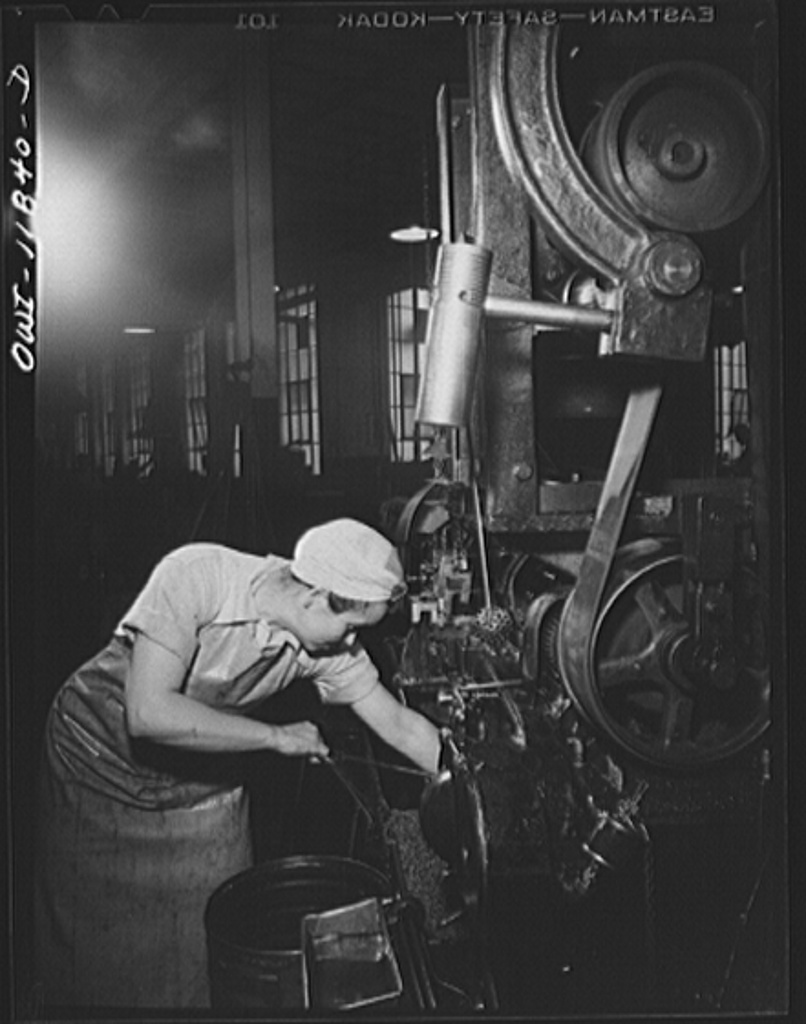
Emma Dougherty haciendo el trabajo de un hombre por la paga de un hombre, limpiando su máquina